# William Wybert Rousby
William Wybert Rousby (14 de marzo de 1835 – 10 de septiembre de 1907) fue un actor inglés, y más tarde propietario de un teatro y actor en Jersey

## Biografía.
Rousby nació en Hull el 14 de marzo de 1835, hijo de un comerciante de Londres. Hizo su primera aparición en teatro a los catorce años en el Queen's Theatre de Hull, en el papel de Romeo, el 16 de julio de 1849, bajo la supervisión del Señor Caple, que se interesó mucho en él y le ofreció una formación teatral exhaustiva. Antes de cumplir los dieciséis, Rousby había actuado en Glasgow, Edimburgo y Liverpool en papeles como Romeo, Hamlet, Otelo, Macbeth y Shylock. 

### Londres
Después de un compromiso en Norwich se unió a Samuel Phelps en el Teatro de Sadler's Wells y allí, el 27 de agosto de 1853, se presentó por primera vez en el teatro londinense como Malcolm de Macbeth.Alcanzó gran éxito enseguida y aún con Phelps interpretó a Lucius en  Virginius de James Sheridan Knowles, Laertes en Hamlet , Master Waller en The Love Chase de Knowles, Lisandro en Sueño de una noche de verano y El Delfín en Enrique V. Durante la representación real del Castillo de Windsor el 10 de noviembre de 1853, interpretó al duque de Bedford en Enrique V.

### Jersey, las provincias, y Tom Taylor
Rousby aún no había cumplido los 19 cuando actuó en el Theatre Royal de Jersey en los papeles protagonistas. Después actuó en las provincias, donde Edmund Kean le cogió aprecio. En 1860 comenzó una serie de recitales dramáticos y también interpretó los papeles protagonistas en Ricardo III, El hombre de la máscara de hierro, The Lady of Lyons, Still Waters Run Deep de Tom Taylor o Hamlet  en los principales teatros de las provincias.
En septiembre de 1862, interpretó a Harry Kavangh en Peep o'Day de Edmund Falconer en el Theatre Royal de Mánchester. En 1864, en el mismo teatro, durante la celebración del tricententerario del nacimiento de Shakespeare, interpretó a Romeo en Romeo y Julieta con Henry Irving en el papel de Mercurio, Charles Calvert como Friar Laurence y la señora Charles Calvert como Julieta.
En 1868 se casó con Clara Marion Jessie Dowse. Les presentó William Powell Frith, quien les había visto actuar en Jersey, Tom Taylor, el dramaturgo les comprometió para el Queen's Theathe, Long Acre. Aparecieron en diciembre de 1869 en El rey se divierte, la adaptación de Taylor de la obra de Victor Hugo. La interpretación de Rousby fue bien recibida, a pesar de su tendencia a sobreelaborar. En enero de 1870, interpretó a Courtenay, conde de Devon en Twixt Axe and Crown ,obra con la que su mujer alcanzó la fama popular. En febrero de 1871 interpretó a Orlando acompañado de su mujer, que hacía de Rosalina, y en abril de 1871, de Etienne de Vignolles en Juana de Arco de Taylor.
En marzo de 1873, en Drury Lane y bajo supervisión de  Falconer y F. B. Chatterton interpretó al  rey Lear junto a la  Cordelia de su mujer. En  noviembre de 1873, en el Princess's Theatre y bajo supervisión de Chatterton, fue Cosmo en la Griselda de Mary Elizabeth Braddon, y en febrero de 1874 John Knox en Mary Queen of Scotts de W.G.Wills .